# 殿堂
殿堂（でんどう）とは、
1. 「庁堂」と並ぶ、古代日本の建築様式の一つ。法隆寺金堂や興福寺東金堂などが代表的。
2. 一般に大規模でかつ豪華・壮麗な建築物[1]。
3. 特定分野における中心的な機能を有する建築物や場所。
4. 特定分野に功績のあった人物を記念するための施設・場所。本項で詳述。

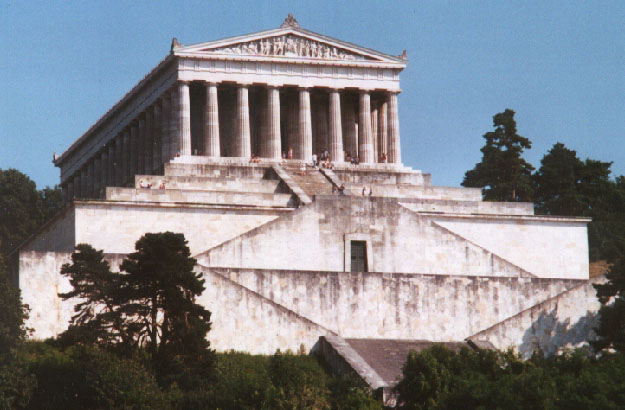
ヴァルハラ神殿（ドイツ、バイエルン州）

殿堂（でんどう、hall of fame）とは、ある分野において特筆すべき業績を残した個人もしくは団体の栄誉を称える目的で設立される博物館、顕彰館をいう。名誉殿堂、ホール・オブ・フェイムとも呼ばれる。

## 概要
優れた業績をもつ人々を1か所に集めるという発想は、19世紀にバイエルン王国のルートヴィヒ1世がドナウ川沿岸に建設したヴァルハラ神殿にも見られる。これは戦死した英雄（ = 英霊）たちが集まるという、北欧神話に登場する城「ヴァルハラ」にちなんだものである。
アメリカ合衆国、カナダなどにおいて多く見られる殿堂は、記念の彫像、肖像画、記念品などが陳列された実際のホールや博物館として存在しているものもあれば、より象徴的に特筆すべき人物の氏名が列挙されたリストが組織によって管理されているのみの場合もある。最近はインターネット上のウェブサイトとして作られている例もある。
ハリウッド・ウォーク・オブ・フェイムのように、路面に記念プレートを埋め込んだ形式のものはウォーク・オブ・フェイム (walk of fame、名誉の歩道) と呼ぶ。英語圏ではホール・オブ・フェイムの反意語として hall of shame（不名誉殿堂、ホール・オブ・シェイム）という洒落が使われることがある。
米国における最初の殿堂は、1900年にニューヨーク大学によって設立された「偉大な米国人の殿堂 (the Hall of Fame for Great Americans)」である。議論の余地はあるものの、最も有名な殿堂はニューヨーク州クーパーズタウンにある「アメリカ野球殿堂」である。ここはしばしば単に「殿堂」あるいは「クーパーズタウン」と略される。
一般にはスポーツの世界のそれがよく知られているが、看護学、成人教育学などの学問分野、ベストジーニストといったファッション分野でもそうしたものを設けている場合がある。

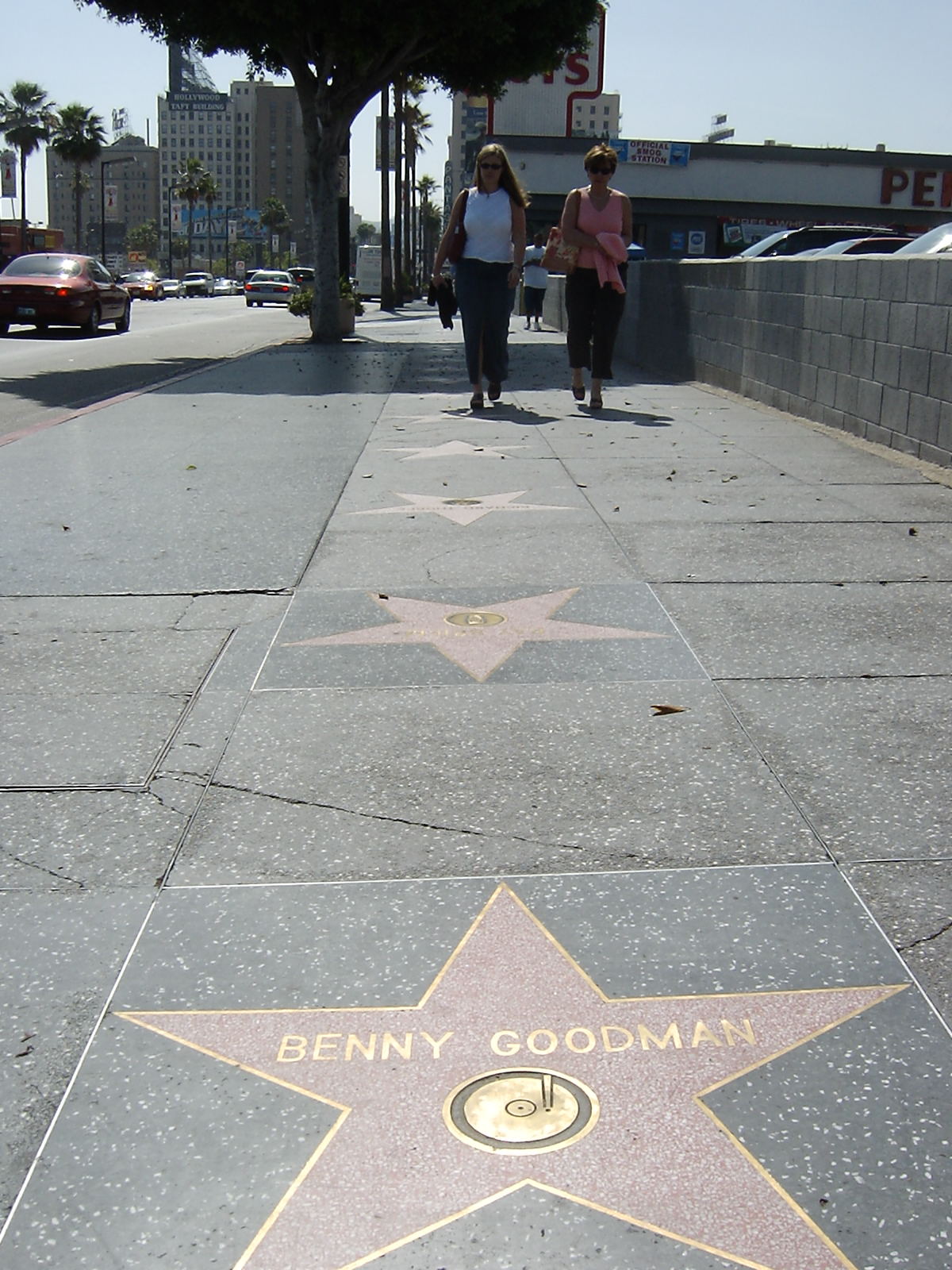
ハリウッド・ウォーク・オブ・フェイム
（アメリカ、カリフォルニア州ハリウッド）

## 主な殿堂

### 文化・芸術・娯楽の殿堂
- 映画
  - アメリカ映画
    - ハリウッド・ウォーク・オブ・フェイム
    - AVN殿堂
    - XRCO殿堂

  - アメリカ映画以外
    - 映画の殿堂
- 音楽
  - ロックの殿堂
  - ノースカロライナ音楽の殿堂
- ゲーム
  - 囲碁殿堂
  - ウォーク・オブ・ゲーム
  - マジック:ザ・ギャザリング プロツアー殿堂
- キルト
  - キルターの殿堂
- 学術・学問
  - 日本学士院

### 技術・産業の殿堂
- 自動車殿堂
- 日本自動車殿堂
- 全米発明家殿堂
- コンピュータの殿堂
- インターネットの殿堂

### スポーツの殿堂
- ゴルフ
  - 世界ゴルフ殿堂
  - 日本プロゴルフ殿堂
- サッカー
  - イングランドサッカー殿堂
  - 日本サッカー殿堂
  - プレミアリーグ殿堂
- テニス
  - 国際テニス殿堂
- バスケットボール
  - バスケットボール殿堂
  - FIBA殿堂
  - 女子バスケットボール殿堂
  - 日本バスケットボール殿堂
- バレーボール
  - バレーボール殿堂
- アメリカンフットボール
  - プロフットボール殿堂
  - 日本アメリカンフットボールの殿堂
- プロレス
  - WWE殿堂
  - 日本プロレス殿堂会
- ボクシング
  - 国際ボクシング名誉の殿堂博物館
  - 世界ボクシング殿堂
- 総合格闘技
  - UFC殿堂
- アイスホッケー
  - ホッケーの殿堂
- フィギュアスケート
  - 世界フィギュアスケート殿堂
- モータースポーツ
  - 国際モータースポーツ殿堂
  - MotoGP殿堂
- 野球
  - アメリカ野球殿堂
  - カナダ野球殿堂
  - 野球殿堂 (日本)
- ラグビー
  - ワールドラグビー殿堂
- 競馬
  - アメリカ競馬名誉の殿堂博物館
  - カナダ競馬名誉の殿堂

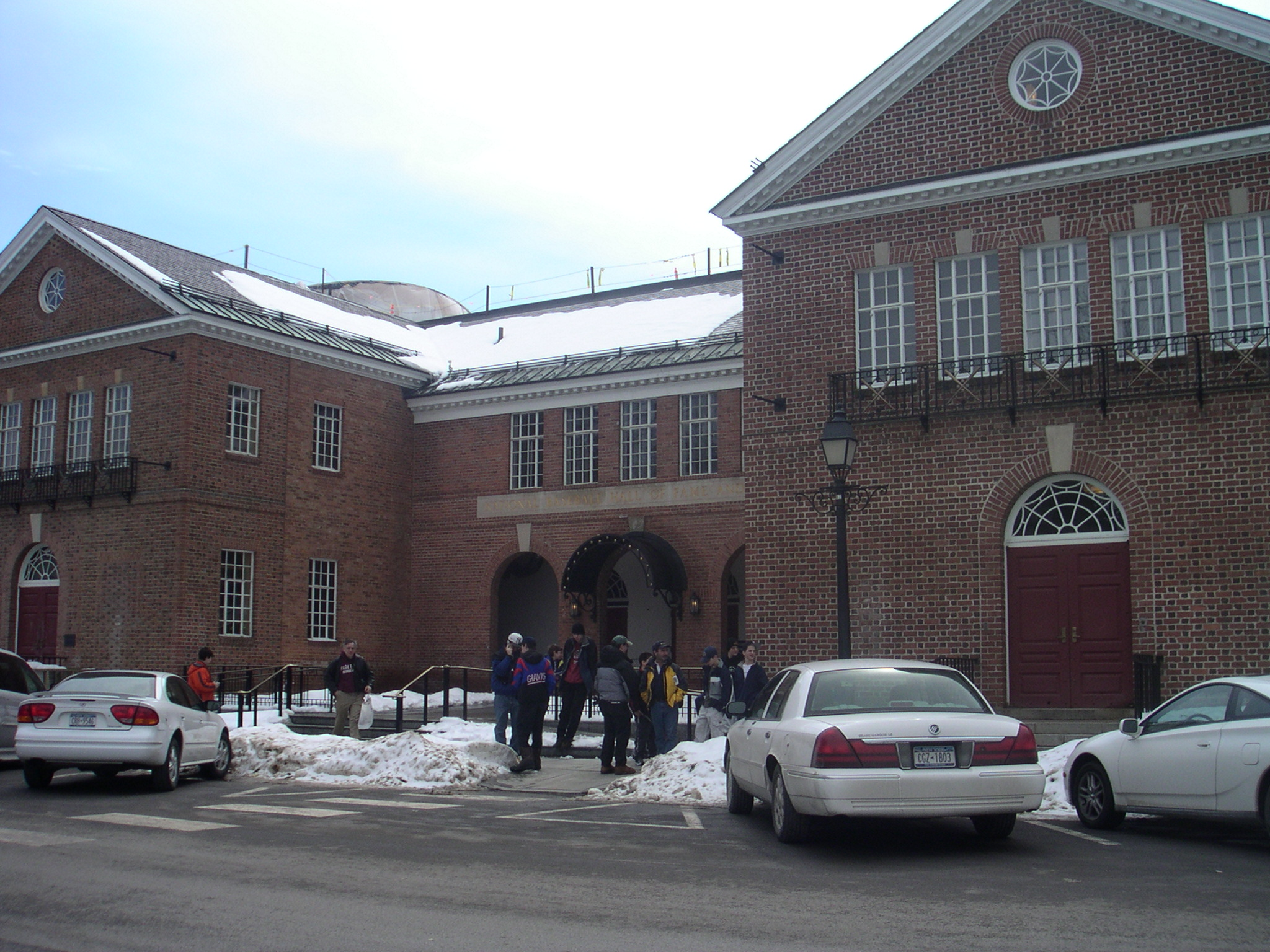
アメリカ野球殿堂博物館
（アメリカ、ニューヨーク州クーパーズタウン）

  - ブリティッシュ・チャンピオンズシリーズ名誉の殿堂
  - JRA競馬博物館
  - オーストラリア競馬名誉の殿堂
- 柔道
  - 講道館柔道殿堂
  - 国際柔道連盟殿堂
- 剣道
  - 剣道殿堂
- 水泳
  - 国際水泳殿堂 (International Swimming Hall of Fame)
  - 国際水泳殿堂・アジア

### 架空の世界での殿堂
- コンピュータゲーム
  - ポケットモンスター（各作品に登場するポケモンリーグにて、ボス的なトレーナーである四天王・チャンピオンを全て倒す事、およびその時に使用したポケモンを「殿堂入り」と表現し、これを行うとエンディングデモが表示される）